# Volvo B12
Volvo B12/B12R — туристический автобус особо большой вместимости производства Volvo Bussar, серийно выпускавшийся в период с 1991 по 2001 год. С 1997 по 2011 год производство продолжалось в Бразилии.

## История
B12 был первым крупногабаритным шасси Volvo для туристических автобусов с вертикально расположенным двигателем, что ограничивало количество доступных моделей кузова. Впервые он был оснащён 12-литровым двигателем TD122 / TD123, который в 1995 году был заменён на 12,1-литровый двигатель D12A. Из-за высоты двигателя он, вероятно, был менее популярен, чем B10B, но это было единственное автобусное шасси Volvo с задним расположением двигателя, которое предлагалось в качестве трёхосного. Единственным другим вариантом трёхосного автобуса был B10M со среднемоторной компоновкой. На смену ему в 2001 году пришёл B12B с тем же двигателем, но горизонтально расположенным.
Как и B6 (B6R), и B6LE (B6RLE), B12 производился в Австралии как Volvo B12R. Они были стандартной версией, построенной в Швеции, и не имели отношения к B12R, выпускаемому в Бразилии в период с 2003 по 2011 год.
После того, как Volvo приобрела Drögmöller в 1994 году, они перешли на производство полноразмерных автобусов на шасси Volvo, и очевидным выбором был B12. Из всех моделей Drögmöller только две стали моделями Volvo с 1995 года. E320 EuroPullman переименован в Volvo B12-500, а E330H EuroComet переименован в Volvo B12-600. Они были доступны только с 12-метровой длиной. Позже B12-600 стал базой для 9900.